# Ла Пинета (Пистоја)
Ла Пинета је насеље у Италији у округу Пистоја, региону Тоскана.
Према процени из 2011. у насељу је живело 29 становника. Насеље се налази на надморској висини од 21 м.